# Paracentropus cyrus
Paracentropus cyrus là một loài bướm đêm trong họ Noctuidae.